# Zvonimirovo
Zvonimirovo (1900-ig Ladislav, 1921-ig Malo Gaćište, 1991-ig Novo Obilićevo volt a hivatalos neve) falu Horvátországban Verőce-Drávamente megyében. Közigazgatásilag Suhopoljéhoz tartozik.

## Fekvése
Verőce központjától légvonalban 13, közúton 15 km-re keletre, községközpontjától 6 km-re északkeletre, Nyugat-Szlavóniában, a Drávamenti-síkságon, Lipovac és Gaćište között fekszik.

## Története
A régészeti leletek tanúsága szerint ez a terület már a vaskorban lakott volt. Határában a Veliko polje mezőn a La Tène-kultúra hamvasztásos és a 11. századi Bijelo Brdo-kultúra csontvázas sírjai kerültek elő. A vaskori sírok mellékleteként leggyakrabban fém és üvegtárgyak, ételek, italok, a férfiak esetében fegyverek találhatók. A középkori sírokra a gazdag ezüstékszerek voltak a jellemzők. A régészeti feltárások 1993-ban kezdődtek, majd 1998-ban folytatódtak és lényegében máig tartanak.
A mai település 19. század második felében keletkezett a Veliko polje nevű mező északkeleti részén, a Dráva egyik ősi holtága mellett. Akkori birtokosa a Jankovich család a magyarországi Somogy, Tolna és Baranya megyékből telepített ide magyar családokat. Verőce vármegye Verőcei járásának része volt. 1869-ben 451, 1910-ben 252 lakosa volt. 1910-ben a népszámlálás adatai szerint lakosságának 92%-a magyar, 8%-a horvát anyanyelvű volt. Az I. világháború után 1918-ban az új szerb-horvát-szlovén állam, majd később (1929-ben) Jugoszlávia része lett. A magyar lakosság II. világháborús üldöztetések elől elmenekült. Helyükre a háború után főként szerb családok települtek be. 1991-ben 172 főnyi lakosságának 90%-a szerb, 4%-a horvát nemzetiségű volt. 2011-ben a településnek 112 lakosa volt.

## Lakossága
| Lakosság változása | Lakosság változása | Lakosság változása | Lakosság változása | Lakosság változása | Lakosság változása | Lakosság változása | Lakosság változása | Lakosság változása | Lakosság változása | Lakosság változása | Lakosság változása | Lakosság változása | Lakosság változása | Lakosság változása | Lakosság változása |
| ------------------ | ------------------ | ------------------ | ------------------ | ------------------ | ------------------ | ------------------ | ------------------ | ------------------ | ------------------ | ------------------ | ------------------ | ------------------ | ------------------ | ------------------ | ------------------ |
| 1857               | 1869               | 1880               | 1890               | 1900               | 1910               | 1921               | 1931               | 1948               | 1953               | 1961               | 1971               | 1981               | 1991               | 2001               | 2011               |
| 0                  | 451                | 267                | 289                | 291                | 252                | 201                | 292                | 372                | 394                | 337                | 255                | 199                | 172                | 119                | 112                |

(1921-ig Gaćište településrészeként.)

## Nevezetességei
A Veliko polje régészeti lelőhely Nyugat-Szlavónia egyik legjelentősebb vaskori és középkori lelőhelye. A föld tulajdonosa a gaćištei Milan Vujanović már 1992 előtt is számos cseréptöredék mellett több arany, ezüst és bronzgyűrűt talált itt. Az első, kisebb ásatások 1993-ban kezdődtek és már ekkor gazdag mellékletű sírokra bukkantak, melyek a Bijelo Brdo-kultúrához tartoztak. A kultúra népének hovatartozása máig vitatott a szakemberek között. A horvátok általában a korai szláv, a magyarok a népvándorláskori magyar kultúrához sorolják őket. A mellékletek között sok ékszer, fülbevalók, nyakláncok, függők, különböző technikával készített gyűrűk voltak. A középkori leleteket hamarosan a hasonlóan gazdag vaskori kelta sírok leletei egészítették ki a latén kultúra széles választékú ékszereivel és használati tárgyaival. A leletek közül kiemelkedtek a harcosok sírjai, melyekben a fegyverek mellett az öltözékhez tartozó övveretek, fibulák is előkerültek. Az egyik sír valószínűleg egy druidáé lehetett, mert a mellékletek között orvoslási, illetve rituális eszközöket is találtak. A kelta leleteket az i. e. 4. és az i. e. 2. század közötti időszakra, a középkoriakat a 11. századra keltezték. Utóbbit keltezést I. László magyar király (1077-1095) itt talált 31 darab dénárja is megerősíti.
A Zvonimirovo közelében található Naknada régészeti lelőhelyet 1984-ben fedezték fel a Zvomirovo-Gaćište út északi pereme mentén. A homok itteni, ősidők óta tartó kitermelését a terület helyi neve, a „Pjeskana” is jelzi. Az út északi profiljában található magas homokrétegek a Brežnica folyó északi partjának félköríves szélét alkotják. A lerakódásokban emberi csontokat figyeltek meg, amelyeket az üvegpasztából készített gyöngyök alapján az ókorra kelteztek. Régészeti feltárások 2001-ben történtek, ezek alapján a sírok egy része a késő középkorhoz tartozhat, amelyről a jövőbeni elemzések és kutatások többet fognak mondani.